# William Tagg
William Graves Tagg, Jr. (ur. 19 listopada 1887, zm. 27 lutego 1962) – brytyjski zapaśnik walczący w stylu wolnym. Olimpijczyk z Londynu 1908, gdzie zajął czwarte miejsce w wadze piórkowej.

## Letnie Igrzyska Olimpijskie 1908
| Konkurencja        | Rundy eliminacyjne | Rundy eliminacyjne     | Finały            | Finały                | Klas. końcowa |
| Konkurencja        | 1/8                | 1/4                    | 1/2               | o 3 miejsce           | Miejsce       |
| ------------------ | ------------------ | ---------------------- | ----------------- | --------------------- | ------------- |
| 60,3 kg styl wolny | Wolny los Z        | Alfred Goddard (GBR) Z | John Slim (GBR) P | William McKie (GBR) P | 4.            |